# L'Atelier rouge
L'Atelier rouge est un tableau réalisé par le peintre français Henri Matisse en 1911 à Issy-les-Moulineaux. Cette huile sur toile appartenant à la série des Intérieurs symphoniques représente l'intérieur de l'atelier de l'artiste, où se reconnaissent plusieurs œuvres antérieures encore en sa possession. La peinture est conservée au Museum of Modern Art, à New York. 

## Description
L'Atelier rouge représente l'intérieur de l'atelier de l'artiste à Issy-les-Moulineaux, où l'on reconnaît notamment le Nu à l'écharpe blanche de 1909, Corse, le vieux moulin de 1898, Le Jeune Marin II de 1906, Cyclamen de 1911, Baigneurs de 1907, ou encore Le Luxe II de 1907-1908.

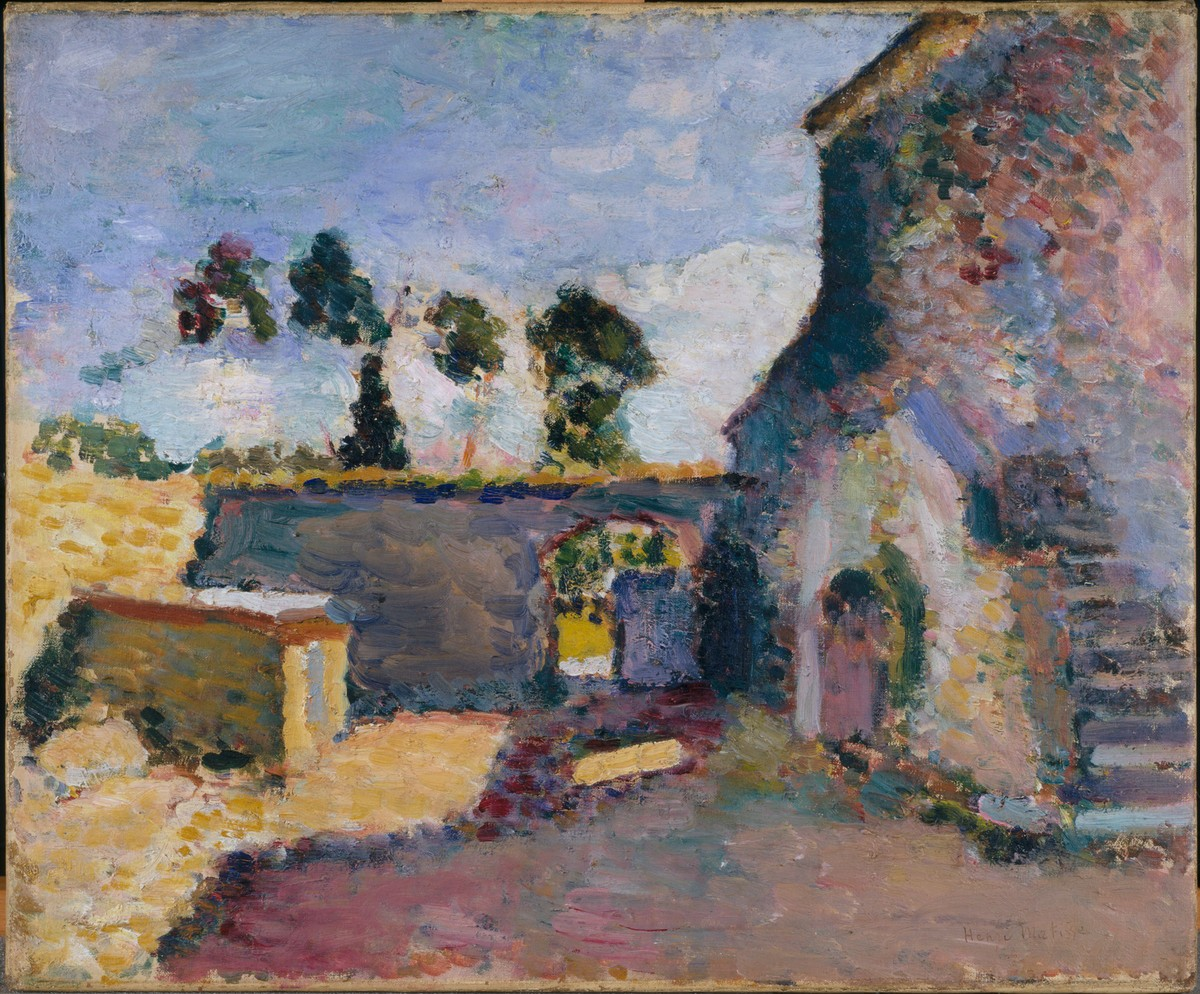
Corse, le vieux moulin, 1898 – Musée Wallraf-Richartz, Cologne.
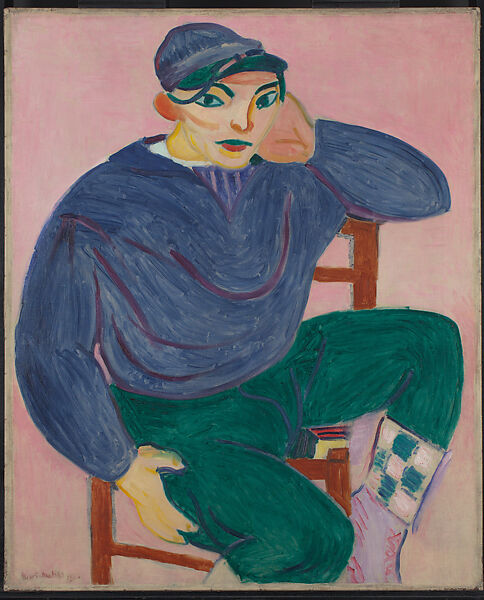
Le Jeune Marin II, 1906 – Metropolitan Museum of Art, New York.
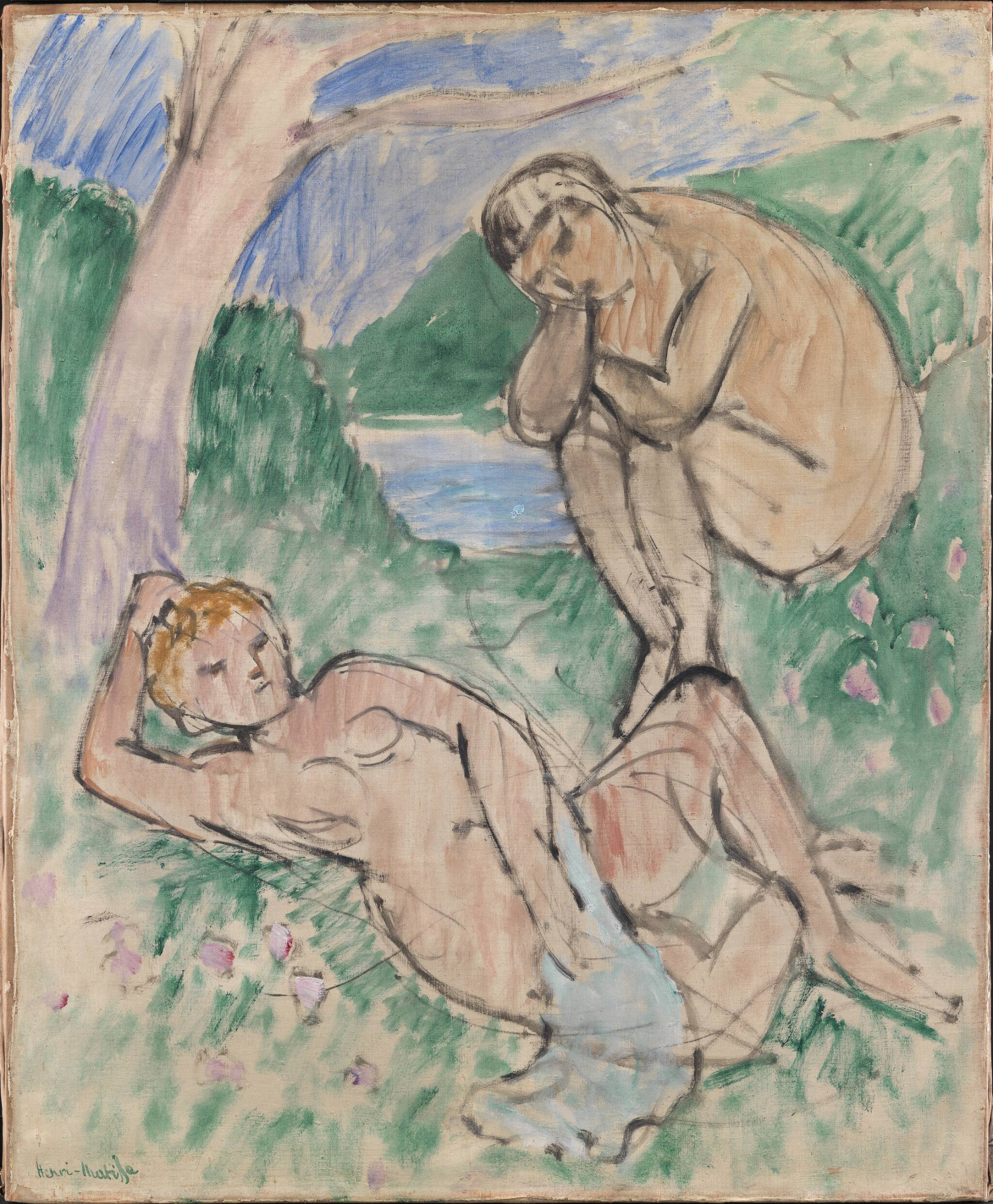
Baigneurs, 1907 – Statens Museum for Kunst, Copenhague.
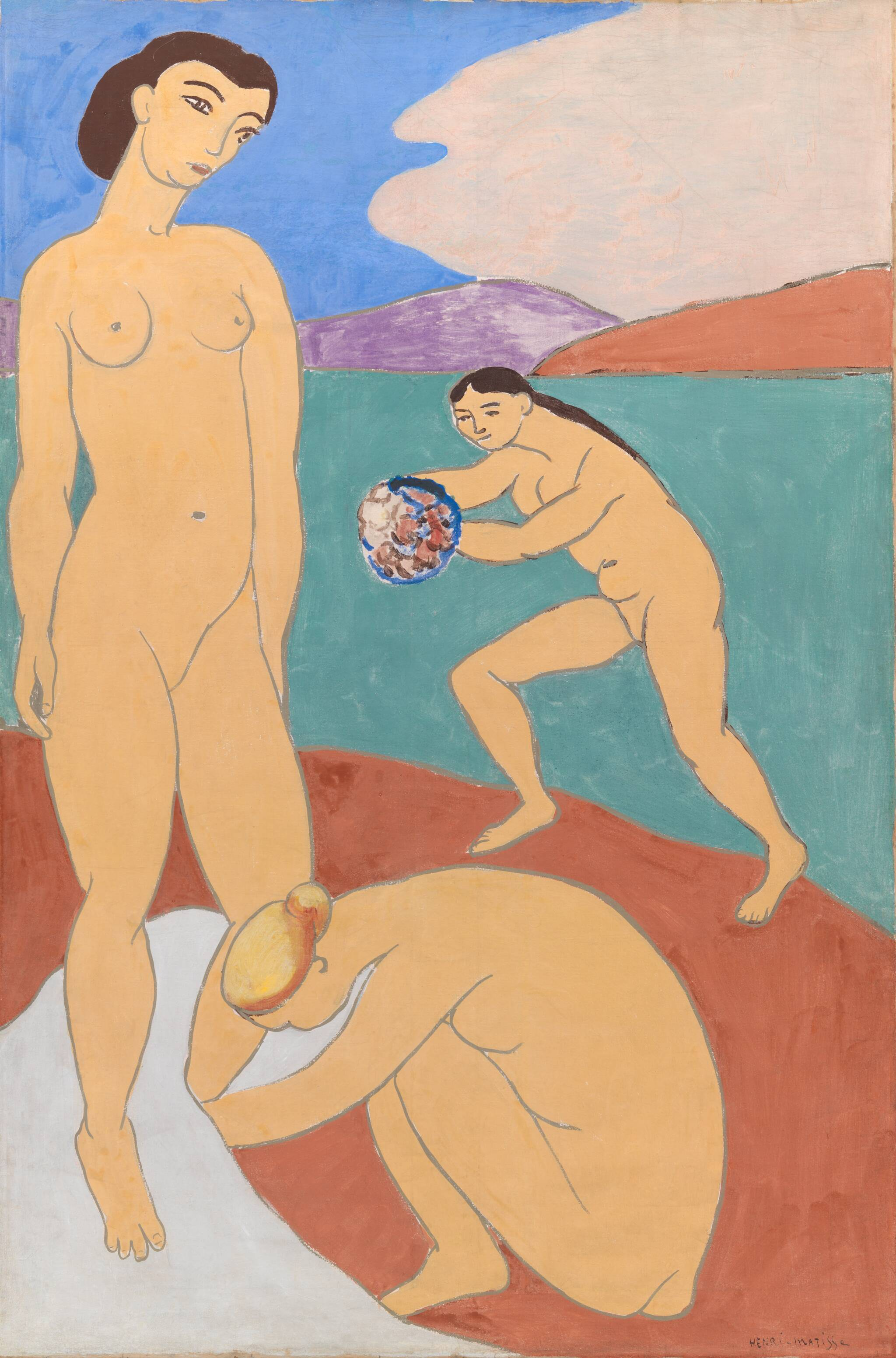
Le Luxe II, 1907-1908 – Statens Museum for Kunst, Copenhague.
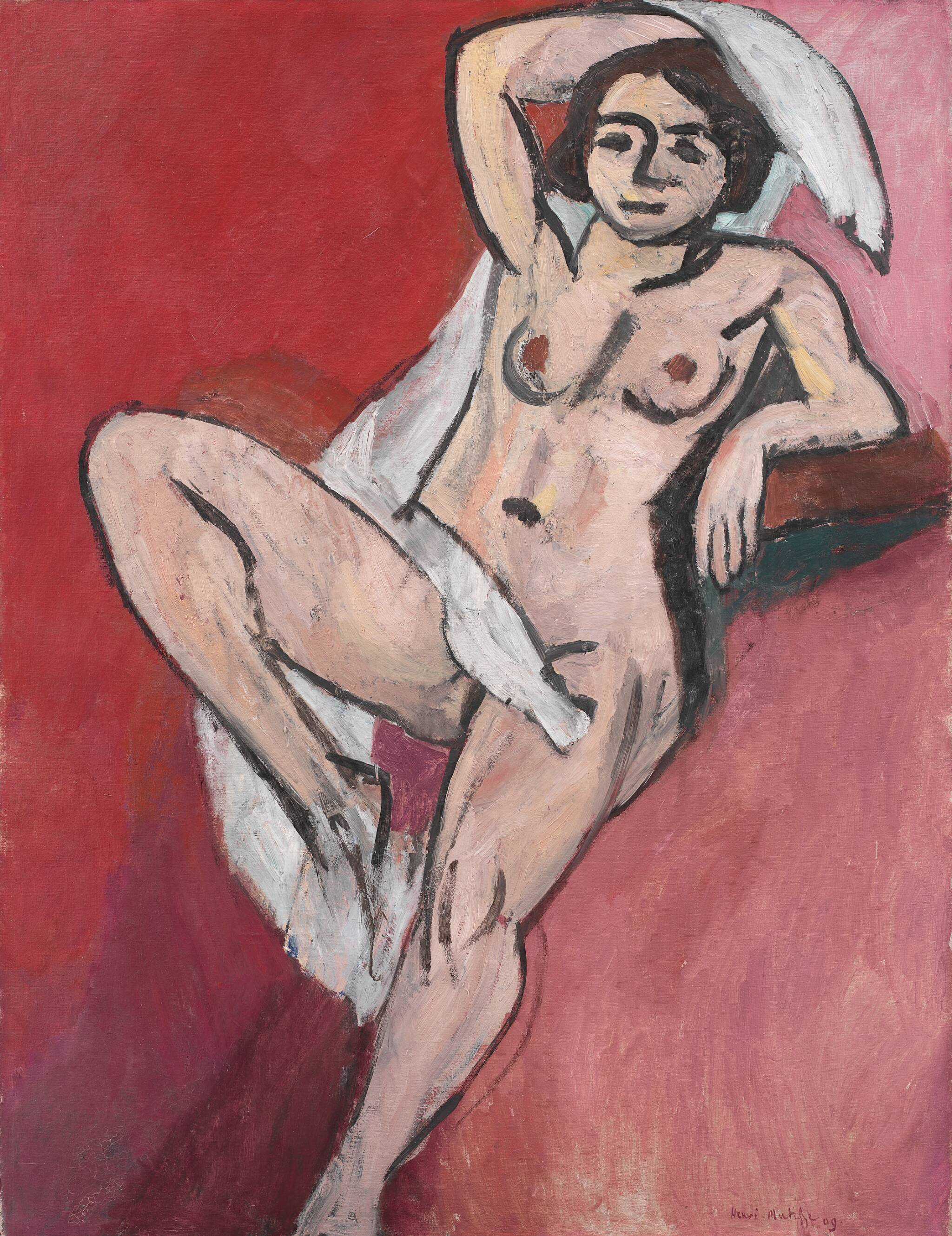
Nu à l'écharpe blanche, 1909 – Statens Museum for Kunst, Copenhague.

## Postérité

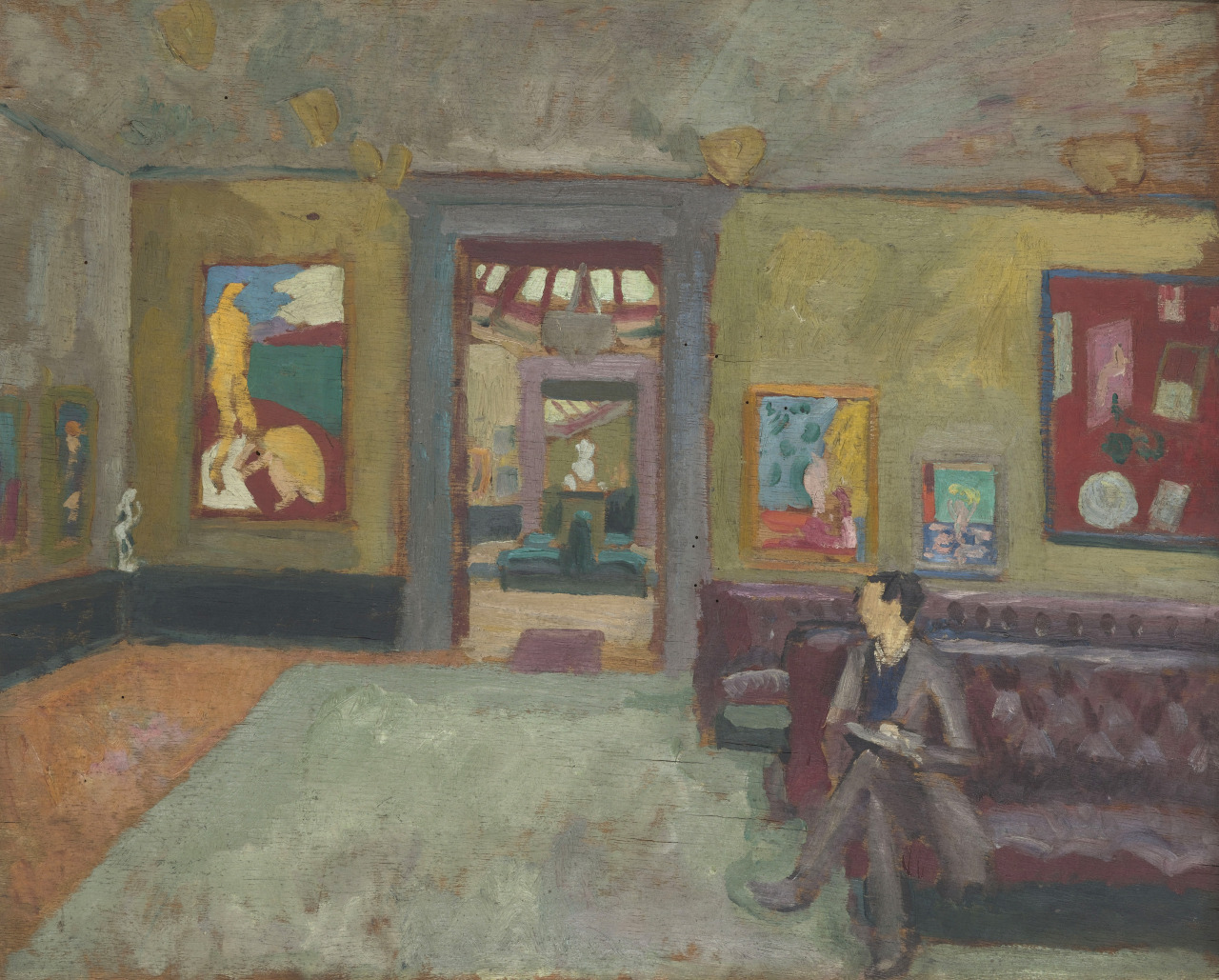
Roger Fry, The Matisse Room, Second Post-Impressionist Exhibition at Grafton Galleries

Le tableau a notamment été commenté par Michel Butor dans Cantique de Matisse.
Dans Chroma, un livre de couleurs, Derek Jarman évoque le tableau de Matisse : "Les murs de l'atelier de Matisse étaient gris, mais il n'en a pas tenu compte, et il a célébré en fanfare le nouveau siècle, imaginant des murs rouges, dans son Atelier rouge de 1911. Dans ce tableau, la pièce et tous les meubles sont dissous dans l'écarlate - comme saturés."
Le tableau apparait sur un tableau de Roger Fry